# Barrosinho
José Carlos Barroso, conhecido como Barrosinho (Campos dos Goytacazes, 8 de julho de 1943 — 4 de março de 2009) foi um trompetista brasileiro, o idealizador do Maracatamba.
Iniciou a sua carreira nos anos 70 e acompanhou artistas como Gerson King Combo e Tim Maia. Integrou os grupos Abolição de Dom Salvador e Banda Black Rio, assim como outros músicos do cenário da música afro-brasileira da época. Fez parte de uma das formações da Banda Vitória Régia, que acompanhava Tim Maia.
Possuidor de musicalidade rara, sendo um notável arranjador vocal, que tem em suas fontes o samba, o maracatu, a soul music e o jazz.
Participou em 1988 do disco Alma Negra, com Tony Tornado, Tony Bizarro, Luiz Vagner e Lady Zu, onde interpretou a canção Raízes.
Produziu o disco de estreia da então sua esposa, Lucinha Madana Mohana, intitulado "Feiticeira de Jaya", em 1991. O álbum nunca foi vendido comercialmente, mas tem sido resgatado recentemente por colecionadores de discos.
Ativo defensor da conscientização do negro na sociedade, procurou elevar com a sua música a importância da cultura negra no Brasil.
Foi acometido por um problema circulatório que progrediu para trombose, embolia pulmonar e acabou morrendo devido a falência múltipla dos órgãos. Seu corpo foi sepultado no cemitério São João Batista, no Rio de Janeiro.

## Discografia
- Barrosinho & Maracatamba: Live In Montreux (1988)
- O Sopro do Espírito (1998)[4]